# Hôpital Nuestra Señora de Gracia
L'Hospital de Nuestra Señora de Gracia o provincial (« hôpital Notre-Dame de Grâce ou provincial ») dessert la ville de Saragosse, capitale de la communauté autonome d'Aragon en Espagne. Il a été fondé en 1425 sous le titre d'« hôpital royal et général » par Alphonse le Magnanime, pour qu'y soient accueillis « les enfants trouvés et les malades de toutes sortes, y compris les malades mentaux, non seulement d'Aragon, mais des royaumes voisins et même de plus loin ».
En 1596, on a construit à proximité de son cimetière une Casa anatomia, deuxième théâtre anatomique permanent connu, après celui de l'université de Padoue, édifié deux ans plus tôt, en 1594.